# Desa Kaligayam (administrativ by i Indonesien, lat -7,13, long 109,00)
Desa Kaligayam är en administrativ by i Indonesien.   Den ligger i provinsen Jawa Tengah, i den västra delen av landet, 260 km öster om huvudstaden Jakarta.